# زبان‌های جمهوری آذربایجان

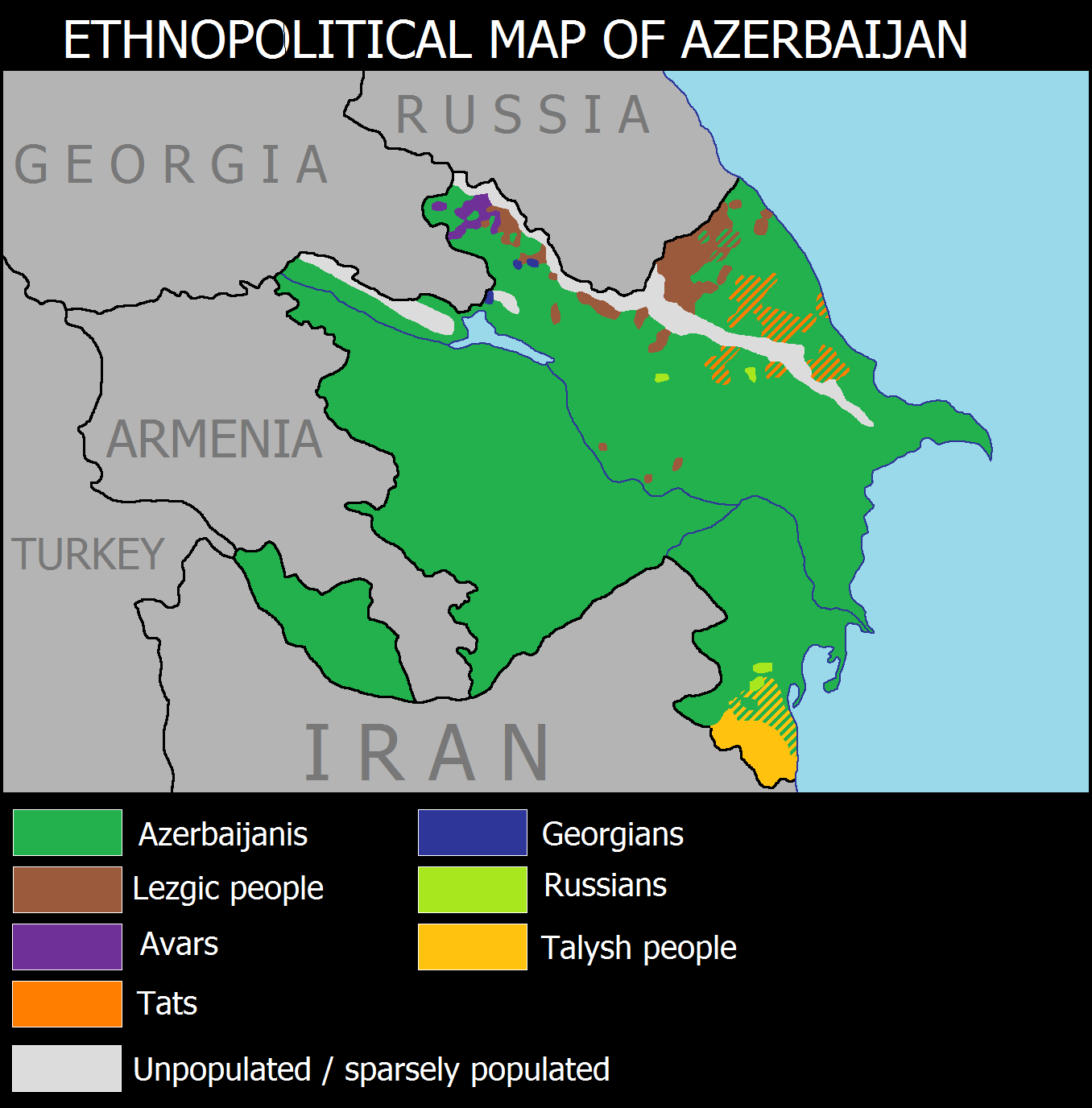
قومیت‌های آذربایجان (۲۰۲۴، پس از فروپاشی جدایی طلب جمهوری قره‌باغ و خروج ارامنه از قره‌باغ در سال ۲۰۲۳).

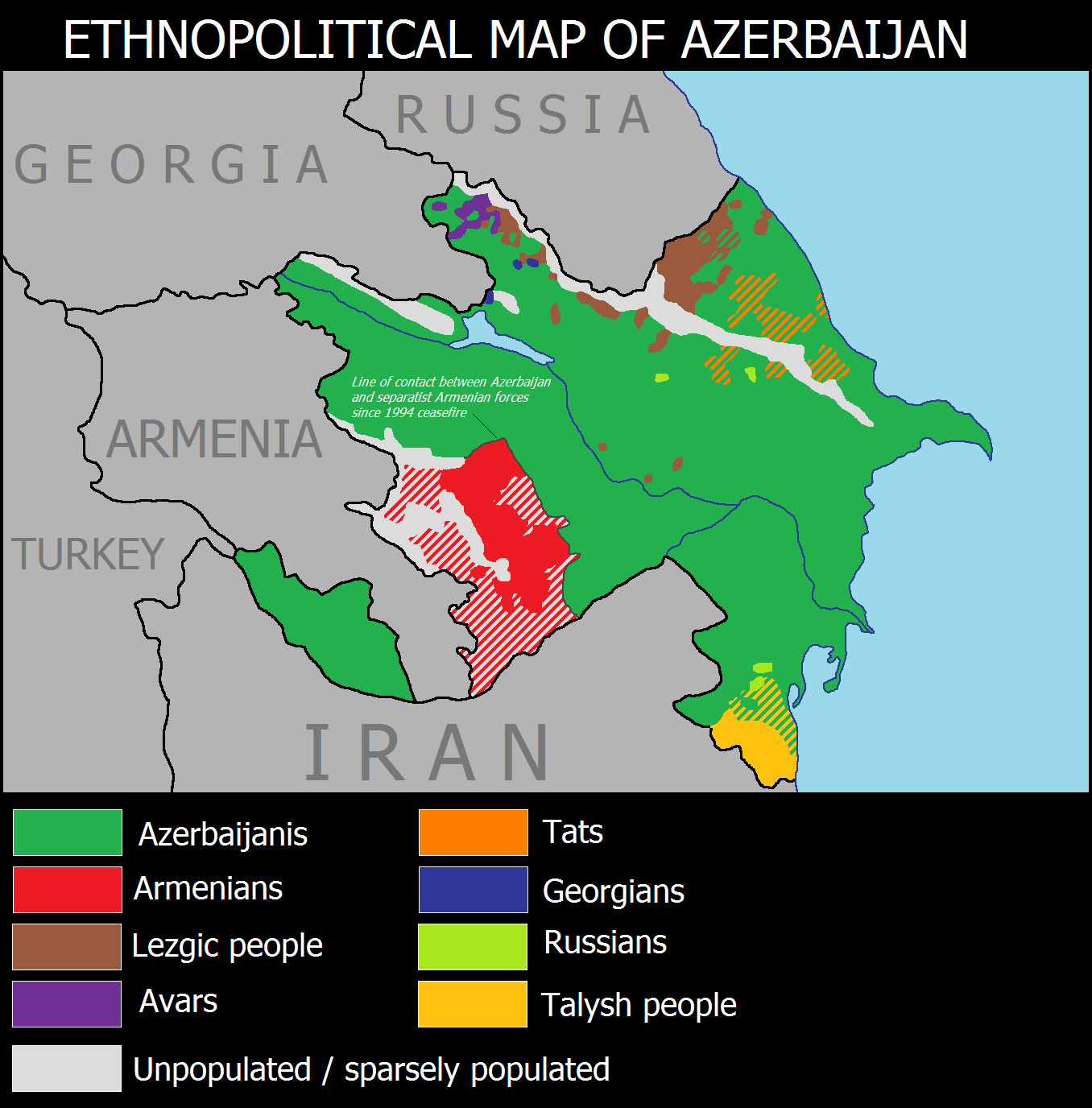
قومیت‌های آذربایجان (۱۹۹۴–۲۰۲۰، پس از جنگ اول قره‌باغ و قبل از جنگ دوم قره‌باغ).

اگرچه چندین زبان بومی وجود دارد، زبان آذربایجانی زبان رسمی و واسطه ارتباط جمهوری آذربایجان است.

## عمومی
زبان اصلی و رسمی آذربایجان آذربایجانی، آذری، یک زبان ترکی است که با ترکی مدرن با آن کاملاً قابل درک و تا حدودی قابل فهم است. به همراه ترکی، ترکمن و گاگوز، آذربایجانی عضو شاخه اوغوز از گروه جنوب غربی خانواده ترک‌زبان است. اگرچه در جمهوری آذربایجان، روسیه جنوبی (داغستان) از آذربایجانی استفاده می‌شود، لهجه‌ها متفاوت است. افزون بر این، آذربایجانی به عنوان زبان میانجی رسمی آموزش در داغستان و جمهوری آذربایجان شناخته می‌شود، با این وجود در شمال ایران یک زبان رسمی نیست که در آن تعداد آذربایجانی‌ها بیش از آنهایی هستند که در جمهوری آذربایجانند. زبان آذربایجانی که در آذربایجان ایران در آن صحبت می‌شود کمی متفاوت از آن است که در جمهوری آذربایجان صحبت می‌شود.

## حاضر
براساس سرشماری سال ۲۰۰۹ این کشور، ۹۲٫۵٪ از مردم آذربایجانی به عنوان زبان مادری صحبت می‌کنند. در حالی که روسی و انگلیسی نقش مهمی به عنوان زبان‌های آموزش و ارتباطات دارند. بیش از نیمی از گویشوران آذربایجانی یک زبانه هستند. ارمنی لزگی، تالیش، آوار، گرجی، بودوخ، جووری، خینالگ، کریتس، جک، روتول، تزور، تات، و ادی همه توسط اقلیت‌ها صحبت می‌شود. همه اینها به استثنای ارمنی، لزگی، تالشی، آوار و گرجی، که تعداد زیادی گویشور در خارج از آذربایجان دارند، اما با این وجود به‌طور پیوسته در حال کاهش در آذربایجان هستند) زبانهای فوق به زبانهای در معرض خطر هستند که با تهدید روبرو می‌شوند. انقراض، همان‌طور که توسط تعداد معدودی (کمتر از ۱۰٬۰۰۰) یا تعداد بسیار کمی از افراد (کمتر از ۱۰۰۰ نفر) صحبت می‌شود و با مهاجرت و نوسازی، استفاده از آنها به‌طور پیوسته در حال کاهش است.
طبق پژوهشهای سال ۲۰۱۹، مهارت زبان انگلیسی در جمهوری آذربایجان در میان کشورهای اروپایی مورد بررسی، کمترین میزان را داشته است.
یک شماره کامل <i id="mwSg">مجله بین‌المللی جامعه شناسی زبان</i> ، ویرایش شده توسط ژلا گاریبوا، به موضوع زبانها و گزینه‌های انتخاب زبان در جمهوری آذربایجان اختصاص یافته است، جلد. ۱۹۸ در سال 2009.
جمهوری آذربایجان منشور اروپا برای زبانهای منطقه ای یا اقلیت را که در سال ۱۹۹۲ به امضاء رسیده بود، تحت جبهه مردمی تصویب نکرد.

## تاریخ
ابن النادیم، نویسنده قرون وسطایی، در کتاب خود الفهرست ذکر می‌کند که همه سرزمین‌های ماد و فارسی باستان (از جمله آنچه امروز جمهوری آذربایجان است) به یک زبان صحبت می‌کردند. او در آنجا از دانشمند بزرگ عبدالله ابن المقفا نقل می‌کند:
"زبانهای ایرانی عبارتند از: فهلوی (پهلوی)، دری، خوزی، فارسی و سریانی. اما فهلوی از کلمه فهله سرچشمه می‌گیرد. و فهله نامی است که به ۵ منطقه: اصفهان، ری، همدان، ماه-نهاوند و آذربایجان اشاره دارد. "
وی سپس گزارش می‌دهد که دری زبان رسمی دربارهای سلطنتی است و از خراسان و بلخ و شرق ایران است. پارسی زبان موبدان زرتشتی است و از فارس است؛ خوزی زبان غیررسمی سلطنتی است و از خوزستان است. و سرایانی از بین‌النهرین سرچشمه گرفته است.
این نیز توسط مورخان قرون وسطی مشهور گزارش شده است مانند الطبری، ابن حوقل، اصطخری، مقدسی، یعقوبی، مسعودی، و مستوفی قزوینی است. الخوارزمی همچنین در فصل ۶، جلد این مطلب را ذکر می‌کند. ۶، از کتاب خود «مافاتیح ال اولوم».
مطالعات ریشه‌شناسی همچنین نشان می‌دهد که لهجه‌های فعلی از باکو از طریق خلخال تا سمنان صحبت می‌شود، همه از یک منبع مشترک سرچشمه گرفته‌اند. به عبارت دیگر، مردم آذربایجان باستان به همان زبانی که مادها صحبت می‌کردند، صحبت می‌کردند (نگاه کنید به گزارش استاد برجسته دانشگاه کلمبیا احسان یارشاطر در: مجله دانشگاه فرهنگیان ادبیات، ۵ ، شماره ۱–۲، ص۳۵–۳۷)
مورخ قرون وسطایی یاقوت الحموی همچنین از عبارت «العجم الذریه» («ایرانیان آذری») در کتابهای خود معجم الادبا و معجم البلدان استفاده کرده است. در منابع دیگر مانند صوره-الارض توسط ابن حوقل، احسان الملک تقسم توسط مقدسی، و مسالک و ممالک توسط اصطخری، مردم آذربایجان را به عنوان گویشوران زبانهای ایرانی سخن گفته است. بدیهی است که این پیش از ورود فرهنگی ترک بود و طبری در ۲۳۵ ق همچنین ذکر می‌کند که شاعران مراغه شعرهایی را در پهلوی تلاوت می‌کنند. با این وجود برخی از شاعران آذربایجانی مانند قطران تبریزی (d465 ق) از کلمه «فارسی» و «پهلوی» به‌طور متقابل برای توصیف زبان مادری خود استفاده کردند.
مورخ حمدالله مستوفی حتی به توصیف انواع "پهلوی" که در مناطق گوناگون آذربایجان گفته می‌شود، می‌پردازد. وی در کتاب خود طارق گزیده، هشت شاعر از آذربایجان را شرح می‌دهد و آنها را "اهل الشعر من العجم " (شاعران ایرانی) می‌نامد، همه فارسی گویند. تا حالا، دری و پهلوی به هم ادغام شدند، زیرا سلسله‌های پی در پی از شرق به غرب حرکت می‌کردند و نسخه دری زبان ایرانی را با خود به همراه داشتند.
کافی است بگوییم که تعداد پیشینه‌ها و اسناد از آذربایجان به زبان پهلوی به قدری زیاد است که شکی نیست که این در واقع زبان مادری آذربایجان قبل از ورود ترکها بوده است. بسیاری از واژگان در واژگان آذری کنونی در واقع منشأ پهلوی هستند. (به مطالعات موجود در نشریه ادبیاات دانشگاه تبریز، توسط دکتر مهیار نوابی، ۵ ، مراجعه کنید) همچنین به فرهنگ نامه کمال الدین تفلیسی و عجایب المخلوقات توسط نجیب الدین همدانی مراجعه کنید و کتاب مجمع التواریخ و القصص و اسکندر-نامه الکترونیکی قدیم برای فهرست از وازگان)
پذیرفته شده که شکل ترکی کنونی زبان آذری، پیش از سلسله صفوی، پهلوی را در جمهوری آذربایجان الزام‌آور و جایگزین کرده، شاید با ورود ترکهای سلجوقیان و آغاز یک دوره تدریجی. ولی برخی مورخان گزارش می‌دهند که پهلوی در اواخر قرن هفدهم در تبریز صحبت می‌شود. (رجوع کنید به روضه الجنان از حافظ حسین تبریزی (d997 ق)، و رساله روحی انارجانی که در سال ۹۸۵ هجری نوشته شده است)). حتی کاوشگر ترکیه ای عثمانی، اولیا چلبی (۱۶۱۱–۱۶۸۲)، این موضوع را در سفرنامه خود ذکر می‌کند. وی همچنین گزارش می‌دهد که نخبگان و دانش آموزان نخجوان و مراغه، در جریان دیدار خود در منطقه، پهلوی سخن می‌گفتند.